# Janus Recognition Toolkit
Das Janus Recognition Toolkit (kurz: JRTk) ist ein Spracherkennungstoolkit, das von den Interactive Systems Laboratories der Carnegie Mellon University und des Karlsruher Instituts für Technologie entwickelt wird. Es kann zur Forschung und zur Anwendungsentwicklung genutzt werden und ist Teil des JANUS Sprach-zu-Sprach-Übersetzungssystems.
Janus bietet Tcl/Tk Programmierschnittstellen an. Es wurde objektorientiert implementiert und ist nicht eine Menge von vorkompilierten Bibliotheken, sondern eine programmierbare Shell.
Ab Version 5 beinhaltet das JRTk den Ibis-Dekoder. Er ist in der Lage, linguistisches Wissen schon zu einem frühen Zeitpunkt in die Übersetzung einfließen zu lassen. Es ist mit ihm möglich in einem Durchgang zu dekodieren. Dazu wird ein statistisches N-Gramm-Sprachmodell benutzt sowie kontextfreie Grammatiken. Allerdings ist die Erzeugung von Sprachmodellen nicht Teil des JRTk. Der Ibis-Decoder kann allerdings Sprachmodelle im standardisierten ARPA Language Model File Format einlesen.
Das JRTk benutzt Hidden Markov Modelle für das akustische Modell und stellt viele Techniken zur akustischen Vorverarbeitung, zum Trainieren des akustischen Modells sowie zum Dekodieren von Sprache bereit.
Das JRTk wurde von den Interactive System Labs für verschiedene Projekte benutzt:
- EU-BRIDGE[1]
- EVEIl-3D[1]
- BABEL[1]
- Quaero[2]
- SFB 588[1]
- TC-STAR[1]
- FAME[1]
- Verbmobil[3]
- NESPOLE![1]